# Джумагулов, Эльмурза Биймурзаевич
Эльмурза́ Биймурза́евич Джумагу́лов (11 ноября 1921, Карланюрт, Хасавюртовский округ, РСФСР — 26 сентября 2013, Махачкала, Республика Дагестан, Россия) — участник Великой Отечественной войны, танкист, Герой Советского Союза (1944). По национальности кумык.

## Биография

### Рождение, ранние годы
Родился 11 ноября 1921 года в селе Карланюрт Хасавюртовского округа Дагестанской АССР (ныне Хасавюртовского района Дагестана) в многодетной кумыкской семье (родители Джумагулова имели 15 детей). Получил неполное среднее образование, трудился в колхозе. В 1940 году окончил курсы ветеринарных фельдшеров.

### Довоенная биография
Был призван в ряды Красной армии в 1940 году Хасавюртовским райвоенкоматом. Службу проходил в 20-й танковой дивизии 9-го механизированного корпуса, под командованием генерал-майора Константина Рокоссовского. Дивизия дислоцировалась в районе города Новоград-Волынский Житомирской области. В период прохождения службы, Джумагулов выучился на механика-водителя танка Т-26.

### Участие в Великой Отечественной войне
За время войны побывал механиком-водителем, затем командиром танка, и командиром танкового взвода. В 1942 году окончил курсы младших лейтенантов. Воевал на Юго-Западном, Ленинградском, Западном, Брянском, Центральном, Белорусском, 1-м Белорусском фронтах.
Участвовал:
- в оборонительных боях на Украине, в том числе в танковом сражении в районе города Дубно, в контрударах в районе городов Новоград-Волынский, Малин, в бою в районе города Шлиссельбург — в 1941 году;
- в боях в районе посёлка Новосиль Орловской области — в 1942;
- в Воронежско-Касторненской операции, в боях на Курской дуге, в том числе в обороне города Малоархангельск и освобождении станции Змиёвка, в Брянской и Гомельско-Речицкой операциях, в том числе в освобождении посёлков Суземка, Злынка, города Гомель, в боях юго-восточнее города Жлобин — в 1943;
- в боях на реке Днепр в районе города Рогачёв, в Белорусской операции, в том числе в освобождении города Бобруйск — в 1944.

24 июня 1944 года два танка из взвода старшего лейтенанта Джумагулова первыми форсировали реку Друть в районе западнее Рогачёва и на 8 километров проникли вглубь немецкой оборонительной линии, уничтожая по пути проволочные заграждения и расчищая путь пехоте. Утюжа траншеи и уничтожая вражескую пехоту и технику, преодолевая одну за другой оборонительные линии противника, два танка Т-34 под командованием Джумагулова быстро продвинулись в глубину вражеской обороны. Им удалось перерезать шоссе Рогачёв — Бобруйск. В ходе боя на шоссе экипажи двух танков уничтожили около 100 солдат, офицеров противника, 3 батареи противотанковой обороны, а танк Джумагулова был подбит. Джумагулов был ранен и получил тяжёлые ожоги, но несмотря на это, он и экипаж танка, вооружившись автоматами, гранатами, бросились в траншею противника и вступили в рукопашный бой с немецкими автоматчиками. Танкисты, перекрыв движение по шоссе, продержались до подхода стрелковых подразделений и основных сил полка, чем способствовали успешному наступлению частей на Бобруйск, в районе которого была в конечном итоге окружена крупная гитлеровская группировка. За мужество и героизм старший лейтенант Джумагулов был представлен к званию Героя Советского Союза.
Указом Президиума Верховного Совета СССР от 26 сентября 1944 года за образцовое выполнение боевых заданий командования на фронте борьбы с немецко-фашистскими захватчиками и проявленные при этом мужество и героизм старшему лейтенанту Джумагулову Эльмурзе Биймурзаевичу присвоено звание Героя Советского Союза с вручением ордена Ленина и медали «Золотая Звезда» (№ 4497).
Член ВКП(б) с 1944 года.

### После войны
В 1945 году окончил Ленинградскую высшую бронетанковую школу, в 1958 году — Курсы усовершенствования офицерского состава. В послевоенное время судьба Джумагулова тоже оказалась связанной с воинской службой. С 1958 года он возглавлял военные комиссариаты Кизилюртовского, Бабаюртовского, Хасавюртовского районов Республики Дагестан, а после выхода в запас в 1973 году, работал председателем сельского Совета депутатов в родном селении Карланюрт. Проживал в городе Хасавюрт.
В апреле 2010 года, в интервью корреспонденту журнала «Ас-Салам» рассказывая про военные годы сказал «Многое пришлось увидеть и испытать за эти годы, К смерти привыкаешь, перестаёшь её бояться. Война — это тяжёлая работа, которая часто забирает жизнь. Нам помогала вера в нашу правоту, мы знали, что защищаем свой дом».
Скончался 26 сентября 2013 года на 92-м году жизни в Махачкале.

## Награды
За время Великой Отечественной войны Джумагулов со своим экипажем принял участие в 50-ти танковых атаках, подбил 15 танков, уничтожил 8 самоходных орудий и десятки орудий противника. В боях четырежды был ранен. Помимо звезды Героя награждён орденом Ленина, двумя орденами Красного Знамени, орденом Отечественной войны 1 ст., двумя орденами Красной Звезды, медалями.

## Память
- Почётный гражданин города Рогачёв.
- Его имя носят школы в селе Аксай и в городе Хасавюрт.
- Подвигу героя кумыкские писатели (Аткай, Гебек Конакбиев и др.) посвятили несколько книг.
- В честь Джумагулова в городе Хасавюрте по инициативе администрации установлен памятник (танк «Т-72»).
- Памятный знак Э. Джумагулову в городе Рогачёв (2020).